# Noor Sabri
Noor Sabri Abbas Hasan (Baghdad, 18 giugno 1984) è un calciatore iracheno, portiere dell'Al-Quwa Al-Jawiya e della Nazionale irachena.